# Col des Auzines
Le col des Auzines est un col de montagne des Pyrénées à 603 mètres d'altitude et situé dans le Fenouillèdes, au sein du département français des Pyrénées-Orientales.

## Toponymie
Le col tire son nom du vocable ausina ou auzina, présent en occitan et en roussillonnais, qui désigne le chêne vert, très présent dans la région.